# استقلال، اسپیتمن
استقلال (ناحیه اسپیتمن)، (پیشتر: آق‌تپه) جماعت و شهرکی در شمال غربی تاجیکستان است که در ناحیهٔ اسپیتمن ولایت سغد قرار دارد. جمعیت این جماعت ۱۳٬۸۷۹ نفر است.